# Fernando Mellán
Elías Fernando Mellán Heredia, né le 30 mai 1942 à Pisco au Pérou, est un footballeur international péruvien qui jouait en défense. Surnommé « le condor », il est considéré comme l'une des idoles du Sporting Cristal. 
Son frère, Manuel Mellán, également footballeur, a fini meilleur buteur du championnat du Pérou en 1971.

## Biographie

### Carrière en club
Arrivé à l'Alianza Lima par recommandation de son oncle Cornelio Heredia, ancienne gloire de ce club, Fernando Mellán intègre l'équipe réserve de l'Alianza au début des années 1960. Cependant il ne convainc pas l'entraîneur, Jaime de Almeyda, de sorte qu'il quitte le club afin de jouer pour le Mariscal Sucre en 1963. Champion de 2e division péruvienne en 1965, Mellán joue son premier match en D1 le 13 août 1966 contre l'Universitario de Deportes (résultat 1-1).
En 1968, il signe pour le Sporting Cristal. Il fait ses débuts sous le maillot de ce club le 17 mars 1968 face à l'Emelec de Guayaquil, match comptant pour la Copa Libertadores 1968. Ce sera le début d'une longue carrière au Sporting Cristal jusqu'en 1979 – avec une brève parenthèse au Deportivo Municipal en 1975 – qui le verra remporter quatre championnats du Pérou (voir palmarès). Il dispute en outre six éditions de la Copa Libertadores au sein du Sporting Cristal, ce qui représente un total de 29 matchs joués dans cette compétition entre 1968 et 1978.

### Carrière en équipe nationale
Fernando Mellán ne compte que quatre sélections avec l'équipe du Pérou, toutes disputées en 1968 (deux matchs amicaux face au Brésil et deux matchs également amicaux face au Chili).

### Carrière d'entraîneur
Resté proche du Sporting Cristal, Fernando Mellán s'occupe des équipes de jeunes du club. Entre 1982 et 1987, il prend la tête de l'Esther Grande de Bentín dans la ligue de district de Rímac. 
Entraîneur-adjoint du Sporting Cristal en 1989, il dirige le club par intérim entre septembre et octobre 1990 avant d'accompagner Alberto Gallardo comme adjoint entre 1994 et 1996.

## Palmarès(joueur)
| Mariscal Sucre - Championnat du Pérou D2 (1) : - Champion : 1965. |  | Sporting Cristal - Championnat du Pérou (4) : - Champion : 1968, 1970, 1972 et 1979. |